# Fluffernutter

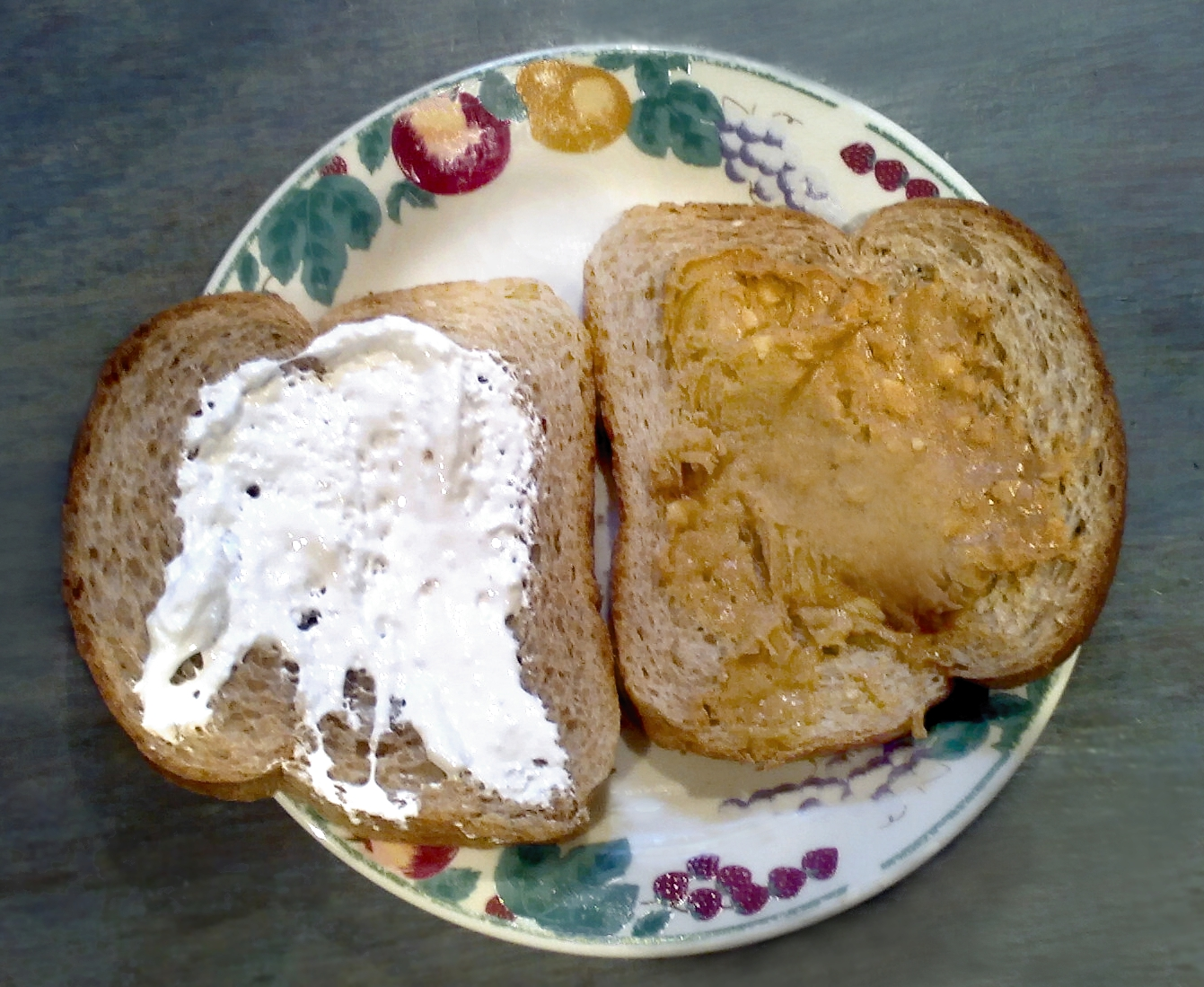
Un Fluffernutter abierto.

Fluffernutter es un sándwich realizado con crema de cacahuate y crema de malvavisco que habitualmente se prepara con pan blanco, aunque en algunas variantes se utiliza pan integral y se le agregan otros ingredientes. El término también se emplea para describir a otros alimentos, principalmente postres, que incorporan los mismos ingredientes.
Fue creado a principios del siglo XX, después de que se inventó la crema de malvavisco en el estado estadounidense de Massachusetts; el primer ejemplo conocido es la receta de un sándwich de crema de cacahuate y crema de malvavisco que se publicó durante la Primera Guerra Mundial. En 1960, una agencia de publicidad inventó el término Fluffernutter con la intención de comercializar el sándwich de forma más eficaz.
Es particularmente popular en Nueva Inglaterra y fue propuesto como el sándwich oficial del estado de Massachusetts; sin embargo, también ha provocado controversia debido a su contenido nutricional y su posible contribución a la obesidad infantil.

## Elaboración y variantes
Se prepara untando una rebanada de pan blanco con crema de cacahuate y otra con crema de malvavisco, las que finalmente se unen para formar un sándwich. En algunas variantes se utiliza pan integral en lugar de pan blanco, Nutella en sustitución de la crema de cacahuate o le agregan ingredientes dulces como plátano y salados como el tocino.
En el año 2006, el senador Jarret Barrios se ganó la atención nacional, cuando propuso crear restricciones legales a la distribución de Fluffernutter en las escuelas. La propuesta fue ampliamente rechazada por trivial e intrusiva, aunque los que apoyaban a Barrios se centraban en su preocupación por la obesidad infantil.
Fluffernutter es una marca registrada de Durkee-Mower Inc, el creador de Marshmallow Fluff, aunque su registro en Estados Unidos cubre solo el helado y las recetas impresas. En el 2006 la empresa demandó a la Williams-Sonoma, Inc, en la corte del distrito de Massachusetts, alegando que esta última estaba comercializando un dulce de malvavisco, crema de cacahuate y cubierta de chocolate, con el nombre de «Fluffernutter».